# Pierre-Xavier Mugabure
Pour les articles homonymes, voir Saubaber.
Pierre-Xavier Mugabure ou Mugabure-Saubaber, né le 1er septembre 1850 à Guéthary dans les Basses-Pyrénées et mort à l'âge de 59 ans le 27 mai 1910 dans la même ville, est un missionnaire français des Missions étrangères de Paris, archevêque de Tokyo, au Japon, de 1906 à 1910.

## Biographie
Après des études aux séminaires de Larressore et de Bayonne, Pierre-Xavier Mugabure entre aux Missions étrangères de Paris le 2 septembre 1871. Il est ordonné prêtre le 19 septembre 1874 et part au Japon le 16 décembre de la même année.
Il devient curé de la paroisse européenne de Yokohama en 1881, puis coadjuteur de l’archevêque de Tokyo, Pierre-Marie Osouf, le 22 juin 1902.
Il est consacré archevêque de Tokyo le 27 juin 1906 par Pierre-Marie Osouf avec comme co-consécrateurs Jules-Alphonse Cousin (ru) et Alexandre Berlioz (ru), mais malade, s’éteint à Guéthary le 27 mai 1910.

## Blasonnement
« D'azur à la montagne d'argent baignant dans une mer au naturel mouvant de la pointe de l'écu ; à la nef d'argent contournée sénestrée en chef d'une étoile du même ».

## Devise
« Iter para tutum ».